# Avatha heterographa
Avatha heterographa är en fjärilsart som beskrevs av George Francis Hampson 1912. Avatha heterographa ingår i släktet Avatha och familjen nattflyn. Inga underarter finns listade i Catalogue of Life.